# Phytocoris albifacies
Phytocoris albifacies är en insektsart som beskrevs av Knight 1926. Phytocoris albifacies ingår i släktet Phytocoris och familjen ängsskinnbaggar. Inga underarter finns listade i Catalogue of Life.